# Pușkine (Pușkine), Sovietskîi
Pușkine (în ucraineană Пушкіне) este localitatea de reședință a comunei Pușkine din raionul Sovietskîi, Republica Autonomă Crimeea, Ucraina.

## Demografie
Componența lingvistică a localității Pușkine
     Rusă (49,49%)
     Tătară crimeeană (34,13%)
     Ucraineană (15,01%)
     Alte limbi (0,72%)
Conform recensământului din 2001, nu exista o limbă vorbită de majoritatea populației, aceasta fiind compusă din vorbitori de rusă (49,49%), tătară crimeeană (34,13%) și ucraineană (15,01%).